# Colletotrichum dematium
Colletotrichum dematium är en svampart som först beskrevs av Christiaan Hendrik Persoon, och fick sitt nu gällande namn av Grove 1918. Colletotrichum dematium ingår i släktet Colletotrichum och familjen Glomerellaceae.  Arten är reproducerande i Sverige.

## Underarter
Arten delas in i följande underarter:
- spinaciae
- clitoriicola
- minus